# Isaac Haas
Isaac Haas (Birmingham, 2 ottobre 1995) è un cestista statunitense.

## Carriera
Con gli Stati Uniti ha disputato le Universiadi di Taipei 2017.